# Johnny Fox
John „Johnny“ C. Fox (* 5. April 1948 im County Wicklow, Irland; † 17. März 1995 im County Wicklow) war ein irischer Politiker. Er war von 1992 bis 1995 Teachta Dála (Abgeordneter) im Dáil Éireann, dem Unterhaus des irischen Parlaments.

## Leben
Fox war als Landwirt tätig und ursprünglich Mitglied der Fianna Fáil. 1991 wurde er in den Wicklow County Council gewählt. Bei den Wahlen 1992 trat er dann als unabhängiger Kandidat im Wahlkreis Wicklow an und war erfolgreich. Seine Tochter Mildred Fox folgte ihm in den Dáil bei der Nachwahl 1995. Sein Sohn Christopher war in den 2000er Jahren kommunalpolitisch aktiv.